# インディペンデンス (ケンタッキー州)
インディペンデンス（英: Independence）は、アメリカ合衆国ケンタッキー州最北部ケントン郡にある第3等級都市。コビントン市と共にケントン郡の郡庁所在地である。人口は2万8676人（2020年）。オハイオ州シンシナティ市の郊外にある。

## 地理
インディペンデンス市は北緯38度57分13秒 西経84度32分49秒 / 北緯38.95361度 西経84.54694度 (38.953668, -84.546990)に位置している。
アメリカ合衆国国勢調査局に拠れば、市域全面積は16.8平方マイル (43.5 km2)であり、このうち陸地16.8平方マイル (43.4 km2)、水域は0.0平方マイル (0.1 km2)で水域率は0.06%である

## 歴史
1837年、アイザック・エバレットによって地域の郵便局が「エバレッツクリーク」という名前で設立された。1838年、その名前を「クルーズ・クリーク」（現在のクルーズズ・クリークと推定される）と変えられ、1839円にはトマス・ホーダーンが『バグビー」と改名した。
1840年、キャンベル郡とブーン郡の一部を合わせてケントン郡が形成された。地元農夫ジョン・マッカラムが新しい郡の中心にある土地を、郡庁を置く場所として寄付し、キャンベル郡から分離独立したことを祝して、インディペンデンスという町名が選ばれた。同年に郵便局も改名された。インディペンデンス急速に入植が進み、1842年には州議会によって正式に法人化された。
郡人口の大半はオハイオ川沿いに住んでいるので、インディペンデンスは人口の多いコビントン市と共に郡庁所在地という位置づけを分け合うことになった。この状態は隣接するキャンベル郡でも中央にあるアレクサンドリア市と、人口の多い川傍のニューポート市で分け合うことになった。

## 人口動態
以下は2000年国勢調査による人口統計データである。
| 基礎データ - 人口: 14,982 人 - 世帯数: 5,181 世帯 - 家族数: 4,149 家族 - 人口密度: 344.9人/km2（893.2 人/mi2） - 住居数: 5,391 軒 - 住居密度: 124.1軒/km2（321.4 軒/mi2） 人種別人口構成 - 白人: 97.20% - アフリカン・アメリカン: 0.96% - ネイティブ・アメリカン: 0.18% - アジア人: 0.40% - 太平洋諸島系: 0.02% - その他の人種: 0.36% - 混血: 0.87% - ヒスパニック・ラテン系: 1.15% 年齢別人口構成 - 18歳未満: 30.4% - 18-24歳: 9.2% - 25-44歳: 35.3% - 45-64歳: 18.5% - 65歳以上: 6.5% - 年齢の中央値: 31歳 - 性比（女性100人あたり男性の人口） - 総人口: 101.6 - 18歳以上: 97.3 | 世帯と家族（対世帯数） - 18歳未満の子供がいる: 44.9% - 結婚・同居している夫婦: 62.9% - 未婚・離婚・死別女性が世帯主: 12.1% - 非家族世帯: 19.9% - 単身世帯: 15.0% - 65歳以上の老人1人暮らし: 3.4% - 平均構成人数 - 世帯: 2.89人 - 家族: 3.21人 収入と家計 - 収入の中央値 - 世帯: 51,002米ドル - 家族: 55,030米ドル - 性別 - 男性: 39,213米ドル - 女性: 26,807米ドル - 人口1人あたり収入: 20,191米ドル - 貧困線以下 - 対人口: 6.5% - 対家族数: 5.4% - 18歳未満: 9.2% - 65歳以上: 4.2% |

## 文化

### 学校
- ビーチグローブ小学校[8]
- コミュニティ・クリスチャン・アカデミー[9]
- ケントン小学校[10]
- サイモン・ケントン高校[11]
- セントセシリア学校[12]
- サミットビュー小学校[13]
- サミットビュー中学校[14]
- トウェンホーフェル中学校[15]
- ホワイツタワー小学校[16]

### 公園
- リンカーンリッジ公園
- ボウマン・フィールド
- ドゥラン湖
- 記念公園
- ミルズ道路公園
- パイオニア公園
- リチャードソン道路公園
- スターリング・スタッグス公園

### 消防
- インディペンデンス消防地区[17]